# Kereskedelmi Minisztérium (Amerikai Egyesült Államok)
A Kereskedelmi Minisztérium az Amerikai Egyesült Államok szövetségi kormányának minisztériuma.
Feladata az ország gazdasági fejlődésének elősegítése. A jelenlegi minisztérium jogelődje az 1903. február 14-én létrehozott United States Department of Commerce And Labor. Az 1913. március 4-ét követő átszervezés eredményeként külön minisztériumokhoz került a kereskedelem és a munkaügy. A szervezetet 1903 és 1913 között a kereskedelmi és munkaügyi miniszter (Secretary of Commerce and Labor), 1913 óta pedig a kereskedelmi miniszter (Secretary of Commerce) vezeti.
A minisztérium feladatai között szerepel a kormányzati és a civil szféra számára gazdasági és demográfiai adatok gyűjtése, védjegyek és szabadalmak bejegyzése, valamint iparági szabványok kidolgozása.

## Ipari és Biztonsági Iroda
Az Ipari és Biztonsági Iroda (Bureau of Industry and Security, BIS) a nemzetbiztonsággal kapcsolatos technológiákkal és a csúcstechnológiákkal foglalkozik. A szervezet célja a tömegpusztító fegyverek elterjedésének megakadályozása. A BIS szabályozza az Amerikából exportálható termékeket és technológiákat (magyar vonatkozásban a COCOM-lista amerikai szervezete volt).
Az export-korlátozáson kívül a BIS foglalkozik a stratégiai jelentőségű kereskedelmi kérdésekkel, a nemzetközi fegyverzetkorlátozási megállapodások Amerikán belüli betartatásával, az amerikai hadiipar fenntarthatóságának nyomokövetésével, valamint az ország kritikus fontosságú infrastruktúráinak védelmével kapcsolatos szövetségi kezdeményezések reklámozásával.
Bizonyos védelempolitikai szempontból érzékeny termékek exportálásához a BIS engedélye kell. Ezek a nyilvánvaló hadiipari termékeken túl az úgynevezett kettős felhasználású termékek is lehetnek, azaz amelyeket polgári alkalmazáson túl fegyverkezési célra is fel lehet használni: infravörös kamerák, vegyi vagy biológiai fegyverek előállításához is használható prekurzor vegyi anyagok, stb.
A BIS 2002 előtti neve Exportigazgatási Iroda (Bureau of Export Administration, BXA) volt.

## Közgazdasági és Statisztikai Hivatal
A Közgazdasági és Statisztikai Hivatal (Economics and Statistics Administration, ESA) készíti, elemzi és teszi közzé az országos gazdasági és demográfiai adatokat. Az ESA alá két szervezet tartozik:

### Közgazdasági Elemzési Iroda
A Közgazdasági Elemzési Iroda (Bureau of Economic Analysis, BEA) számos fontos gazdasági statisztikát készít az Egyesült Államok gazdaságáról. A BEA fő feladata a nemzeti elszámolás statisztikai nyomon követése. Ezek közül az ország GDP-je az egyik legfontosabb.

### Népszámlálási Iroda
A Népszámlálási Iroda (Census Bureau) felel az USA népszámlálásáért. Az amerikai alkotmány szerint tíz évente kell népszámlálást tartani, és ezek eredményeként kell meghatározni a kongresszusi képviselők számát. A Népszámlálási Iroda a népszámlálási adatokon túl általános országos statisztikákat és gazdasági statisztikákat is készít.

## Gazdaságfejlesztési Hivatal
A Gazdaságfejlesztési Hivatal (Economic Development Administration, EDA) pályázatokon keresztül segíti a gazdaságilag hátrányos helyzetű településeket, hogy ott új munkahelyek jöjjenek létre, megmaradjanak a jelenlegi munkahelyek, illetve hogy serkenjen az ipari és a kereskedelmi szektorok növekedése. Az EDA a magas munkanélküliséggel, alacsony jövedelemmel vagy egyéb gazdasági hátránnyal küzdő városi és vidéki területeknek segít.

## Külkereskedelmi Hivatal
A Külkereskedelmi Hivatal (International Trade Administration, ITA) feladata a nem mezőgazdasági jellegű amerikai termékek és szolgáltatások exportjának elősegítése (az mezőgazdasági termékekkel a USDA foglalkozik). Az ITA feladata három részre oszlik:
- · Amerikai exportőrök számara gyakorlatias tanácsokkal szolgálni egy adott piacról vagy termékcsoportról
- · Az amerikai kereskedelmi egyezményeknek megfelelően elősegíteni az amerikaiak nemzetközi piacra jutását
- · Az amerikai piac védelme dömping és ártámogatott importok ellen.

Az ITA négy alszervezetből áll:
- Importigazgatás (Import Administration, IA) – dömpingellenes törvények betartatása, büntetővámok kivetése
- Piaci hozzáférés és megfelelőség (Market Access and Compliance, MAC) – kereskedelmi korlátozások felismerése és leküzdése: szellemi tulajdon védelme, kvóták, szabványok, vámolás, áttekinthetőség.
- Termelés és szolgáltatások (Manufacturing and Services, MAS) – az amerikai ipar piacképességének és exportjának növelése a belföldi szabályozás és jogi környezet vizsgálatán és alakításán keresztül, kereskedelmi adatok elemzése
- Kereskedelmi szolgáltatások (US Commercial Service, USCS)' – külföldi kereskedelem-fejlesztés (piackutatás, kereskedelmipartner-keresés, szakkiállítások, külkereskedelmi szaktanácsadás).

## Kisebbségi Vállalkozásfejlesztési Ügynökség
A Kisebbségi Vállalkozásfejlesztési Ügynökség (Minority Business Development Agency, MBDA) feladata a kisebbségi tulajdonban lévő vállalkozások növekedésének és piacképességének elősegítése. Az MBDA a piacra kerülésben, a tőke vonzásában, a menedzsment és a műszaki segítségnyújtás terén, valamint az oktatás és a tréning terén nyújt segítséget.

## Nemzeti Óceán- és Légkörkutatási Hivatal (NOAA)
Az országos óceán- és légkörkutató hivatal a veszélyes időjárásra figyelmeztet, feltérképezi a tengereket és a légkört, az óceáni és a parti vizek erőforrásainak használatát és megóvását irányítja, és végül a környezettel kapcsolatos kérdésekben folytat kutatásokat. A polgári alkalmazottain túl a NOAA a haditengerészethez hasonló felépítésben egy nagyjából 300 főből álló tiszti állományt is magáénak tudhat (NOAA Corps).

## National Telecommunications and Information Administration (NTIA)
A nemzeti távközlési és információs hivatal az amerikai elnök elsődleges tanácsadó szerve távközlési politika, ezen belül gazdasági és műszaki haladások, valamint távközlésügyi szabályozás terén. A szervezet céljai:
- Minden amerikai számára elérhető árú legyen a kábeltelevízió- és telefonszolgáltatás
- Műszaki infrastruktúra-fejlesztési pályázatok vidéki és rosszul kiszolgált városi területek számára
- Közszolgálati rádió- és TV-állomások műszaki berendezésekkel való ellátása
- A távközlési verseny és liberalizáció támogatása világszerte
- Amerikai vállalatok számára nemzetközi, kormányközi megbeszéléseken biztosítani a piacnyitást
- Külföldi kormányokkal tárgyalni az elektromágneses spektrum megfelelő felosztásáról katonai, rendvédelmi és amerikai üzleti szempontból
- Ösztönözni a szövetségi rádiófrekvenciák hatékony használatát, valamint az új technológiák megjelenését és bevezetését
- Hosszútávú kutatásokat folytatni a magasabb frekvenciák kihasználhatóságának érdekében
- Szövetségi, állami és helyi hatóságokkal együttműködni a jövőben felmerülő rádiófrekvenciás szükségletek érdekében

Az NTIA foglalkozik a szövetségi kormány számára fenntartott rádiófrekvenciák szabályozásáért – ebből a szempontból hasonlít az FCC-re, amely a civil frekvenciákért felel. A kereskedelmi minisztériumon belül továbbá az NTIA az a szervezet, amely alá tartozik az internetes legfelső szintű tartomány-gazdálkodással foglalkozó ICANN.

## Patent and Trademark Office (USPTO)
[forrás?]
Az Egyesült Államok szabadalmi és védjegyügyi hivatalában 7300-an dolgoznak az új találmányok szabadalmainak bejegyzésén, a védjegyek és az egyéb szellemi tulajdonok regisztrálásán. A hivatal költségvetését 1991 óta teljes egészében fedezik a beszedett eljárási díjak. A bevételek 10%-át az Amerikai Egyesült Államok Kongresszusa átemeli az általános szövetségi költségvetésbe.
2006 márciusáig a USPTO több, mint hét millió szabadalmat jegyzett be. Az 1790 és 1836 között bejegyzett első tízezer szabadalom nagy része egy tűz során elégett. Az alig háromezer megmentett szabadalmat új szabadalmi számmal adták ki, amely egy X-et is tartalmaz – ezeket ma X-Patent (X-szabadalom) néven ismerik.

## Technology Administration (TA)
A TA feladata a elősegíteni műszaki haladások minél nagyobb méretű kihatását az USA gazdasági növekedésére és a magas jövedelmű munkahelyeinek létesítésére.

### National Institute of Standards and Technology (NIST)
A NIST mérésügyi szabványokkal foglalkozik. Például a NIST-F1 a világ két legpontosabb atomórája közül az egyik (a másik Párizsban található).

### National Technical Information Service (NTIS)
Az NTIS az amerikai kormány legnagyobb tudományos, műszaki és üzleti jellegű kutatási és fejlesztési eredményeinek tárháza. Emellett a különböző szövetségi intézmények információit tárolja illetve teszi mindenki számára elérhetővé. 350 szakterületről több mint három millió dokumentumról van ebben az esetben szó.

### Office of Technology Policy
Az USA technológia-politikájának kialakításáért felelős hivatal az amerikai kormány egyetlen olyan szervezete, amely kifejezetten a technológiai haladás elősegítéséért munkálkodik. Célja az ország gazdasági erejének növelése a technológiai fejlődést ösztönző jogi, szabályozási és támogatási környezet kialakításával.

## Külső hivatkozások

### Magyarul
- A budapesti amerikai kereskedelmi iroda honlapja

### Angolul
- A Department of Commerce honlapja Archiválva 2021. május 6-i dátummal a Wayback Machine-ben
- Az ipari és biztonsági hivatal (BIS) honlapja
- A közgazdasági és statisztikai hivatal (ESA) honlapja
- A népszámlálási hivatal (Census) honlapja, letölthető statisztikákkal
- A nemzetközi kereskedelmi hatóság (ITA) honlapja
- A kisebbségi tulajdonú üzleteket fejlesztő ügynökség (MBDA) honlapja Archiválva 2007. szeptember 27-i dátummal a Wayback Machine-ben
- A NOAA honlapja
- A nemzeti távközlési és információs hivatala (NTIA) honlapja
- A USPTO honlapja
- A Technology Administration honlapja